# Xiphidiopsis tonicosa
Xiphidiopsis tonicosa är en insektsart som beskrevs av Shi, F-m. och Huiming Chen 2002. Xiphidiopsis tonicosa ingår i släktet Xiphidiopsis och familjen vårtbitare. Inga underarter finns listade i Catalogue of Life.